# John August Anderson

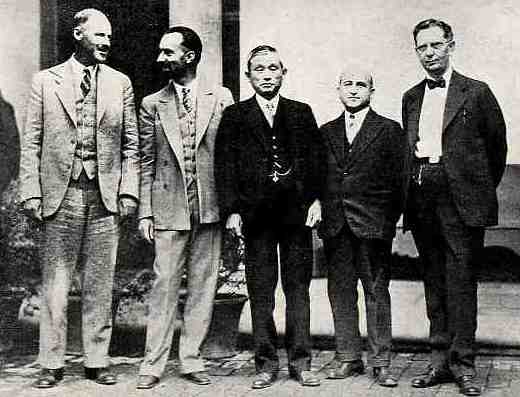
John August Anderson (ultimo a destra) accanto a Beno Gutenberg all'American Society of Civil Engineers nel 1931.

John August Anderson (Rollag, 7 agosto 1876 – Altadena, 2 dicembre 1959) è stato un astronomo statunitense.

## Biografia
John August Anderson fu il sesto dei dieci figli di Ellen Martha e Brede Berge, coloni norvegesi emigrati negli Stati Uniti nel 1868 e stabilitisi dapprima nello Iowa e poi in una fattoria del Minnesota, dove ottennero la cittadinanza statunitense e assunsero il nuovo cognome Anderson. Il piccolo John, dopo le elementari locali, frequentò le scuole superiori a Moorhead (1891-1894) e lavorò per i successivi quattro anni in un negozio di ferramenta e in una segheria nella vicina città di Hawley. Fra il 1899 e il 1900 conseguì il baccellierato al Valparaiso College, nell'Indiana, dove poi insegnò fisica nel 1902-1903.
Laureatosi alla Johns Hopkins University nel 1907 con una tesi sugli spettri di assorbimento e di emissione dei composti di neodimio ed erbio, proseguì tali studi con il professor Harry Clary Jones, insieme al quale scrisse tre saggi che in seguito sarebbero risultati fondamentali per lo studio e lo sviluppo della struttura atomica. Dopo una breve parentesi all'Università della Virginia (1908), tornò alla Johns Hopkins per insegnare astronomia e nel 1909, sposatosi con Josephine Virginia Barron, gli furono affidati anche i reticoli di diffrazione di Rowland (morto nel 1901) di cui continuò la produzione migliorandone sensibilmente la qualità. Per questa sua specifica competenza, l'astronomo Hale ne chiese la collaborazione per realizzare i nuovi strumenti progettati per l'Osservatorio di Monte Wilson, allora in via di costruzione; dopo un intero anno (1912) trascorso a Pasadena, in California, a controllare le varie fasi di lavorazione apportando continui miglioramenti e suggerendo sempre nuove tecniche, nel 1916 Anderson passò definitivamente alle dipendenze dell'Osservatorio californiano restandovi fino al 1956.

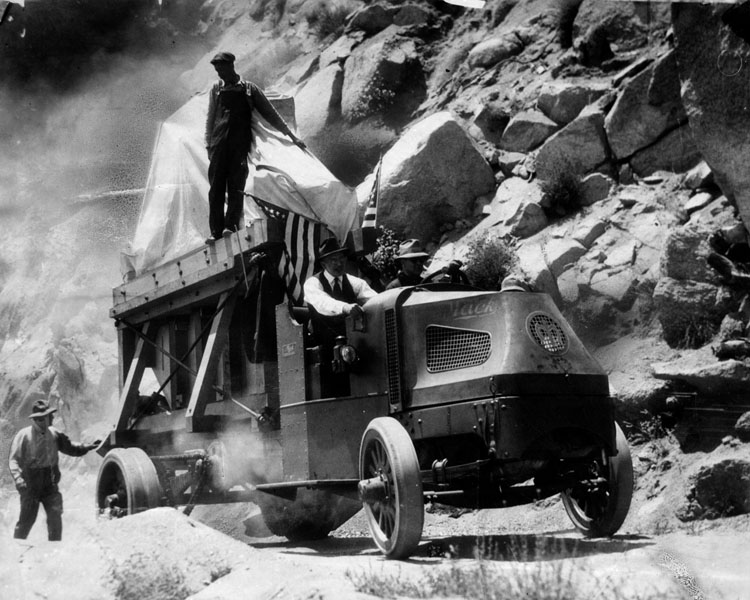
1917: il trasporto del grande specchio da 2,5 m per l'Osservatorio di Monte Wilson.

Dopo la parentesi della prima guerra mondiale, quando gli interessi di Anderson come di molti altri scienziati furono dirottati su progetti di natura militare (ad esempio, speciali micrometri per la marina o apparecchiature per il rilevamento sottomarino), la sua attenzione si focalizzò sull'interferometro di Michelson e, grazie a particolari accorgimenti e modifiche, riuscì a misurare con precisione la distanza fra le stelle binarie di Capella. Le sue indagini teoriche, così come gli strumenti d'applicazione pratica da lui ideati e realizzati, nacquero in genere per le sollecitazioni o in funzione delle esigenze del mondo accademico prima e di quello "astronomico" poi: come gli studi sulla lunghezza d'onda o sulla volatilizzazione di vari tipi di fili metallici, gli impieghi del condensatore ad alto voltaggio, delle lenti ottiche e di moltissimi altri strumenti, compreso uno speciale sismometro. Per le sue ricerche, nel 1924 gli fu assegnata la Franklin Institute's Howard N. Potts Medal (scienza ed ingegneria). Dal 1928 al 1948 fece parte della commissione del California Institute of Technology (Caltech) per la costruzione dell'Osservatorio di Monte Palomar e, oltre ai relativi problemi gestionali e organizzativi, si dedicò alla progettazione della strumentazione e al disegno ottico del telescopio principale e del suo enorme specchio da 5 m, in stretta collaborazione con George Ellery Hale e la Fondazione Rockefeller.
Alla sua memoria è intitolato il cratere lunare Anderson.

## Principali pubblicazioni
- (EN)  "Absorption and Emission Spectra of Neodymium and Erbium Compounds", tesi di laurea pubblicata sull'Astrophysical Journal, 1907, n. 26, pp. 73-94.
- (EN)  "Absorption Spectra of Neodymium Chloride and Praseodymium Chloride" (con Harry Clary Jones), in Proceedings of the American Philosophical Society, 1908, n. 47, pp. 276-297.
- (EN)  "The Absorption Spectra of Solutions of a Number of Salts" (con Harry Clary Jones), in American Chemical Journal, 1909, n. 41, pp. 163-208 e 276-326.
- (EN)  The Absorption Spectra of Solutions (con Harry Clary Jones), Washington, Carnegie Institution of Washington Publication (n. 110), 1909.
- (EN)  "The Manufacture and Testing of Diffraction Gratings", in Richard Tetley Glazebrook (a cura di), Dictionary of Applied Physics, Londra, Macmillan, 1923, vol. 4, pp. 30-41.[3]